# Balaiták
A balaiták (ógörög Βαλαιτάι, latin Balaites) az illírek közé tartozó törzs volt az ókorban. A történeti forrásokból nem, csupán régészeti ásatásokról előkerült epigráfiai leletekből ismertek. Ezek alapján hellenisztikus társadalmi keretek között, koinonban éltek, feltehetően az illíriai görög polisz, Apollónia közelségében.
A balaitákhoz kapcsolódó legfontosabb régészeti lelet egy díszes mészkő tábla (khalkoma), amelyet valószínűleg emlékműnek szántak készíttetői. A rávésett hosszú szövegben a balaiták koinonja (ΚΟΙΝΟΝ ΤΩΝ ΒΑΛΑΙΕΙΤΑΙΣ) nevében prütaniszuk és tamiájuk (adószedőjük), valamint a balaita ekklészia és preszbüterei mondanak köszönetet egy bizonyos Parménoszi Arisztén arkhónnak (vagy peripolarkhónnak) mindazért a jóért, amit a balaitákért tett. A kőtáblát az i. e. 3. század végére datálják, és az arkhónban a tengerparti görög polisz, Apollónia egyik tisztségviselőjét sejtik a kutatók. A táblán felsorolt hellenisztikus tisztségek, valamint az apollóniai párhuzamokból is ismert balaita nevek (Kleigenosz, Bión, Arisztén, Ekszakiosz) szintén alátámasztani látszanak koinonjuk Apollóniához való közelségét, és a feltételezések szerint az amantok vagy a büllionok szomszédságában éltek. A történelmi irodalomban felmerült lehetőség, hogy koinonjuk központja Eugenum vagy a mai Klos közelében található ókori erődített település lehetett. Pierre Cabanes említi pénzverési tevékenységüket, amely az i. e. 2. század közepi római hódítás után is fennmaradt, de előfordulhat, hogy megállapításában az ebből az időszakból ismert, Rhizón környéki Ballaiosz éremkincsleletével mosódnak össze a balaiták.